# Mujeres y mercado de trabajo en Perú

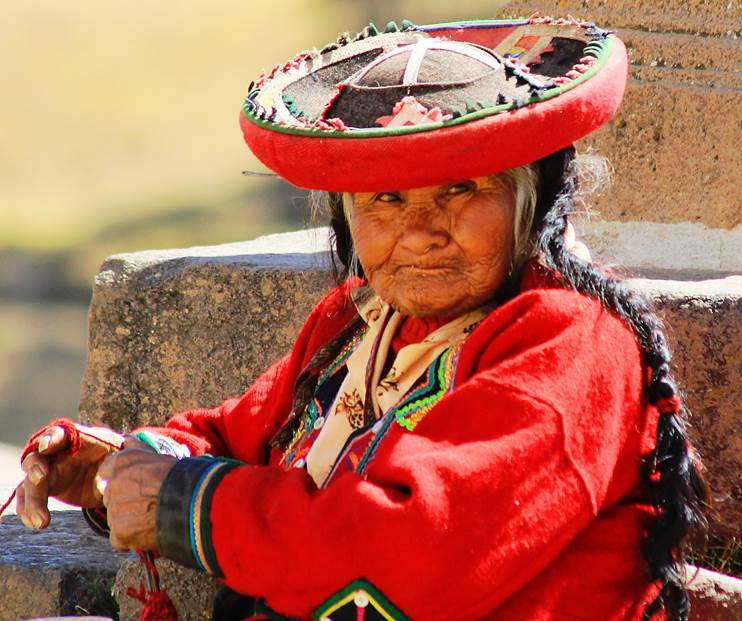
Según la Encuesta Permanente de Empleo Nacional (EPEN), solo el 6,3% de mujeres peruanas que trabajan en el área rural están afiliadas a un sistema de pensión.

En la actualidad, las mujeres peruanas enfrentan una carga desproporcionada de responsabilidades laborales no remuneradas, especialmente en lo que respecta a las labores del hogar. Desde las primeras décadas del siglo XX en adelante, el valor de la mujer ha ido consolidándose en la sociedad peruana, observándose el aumento de mujeres en la fuerza de trabajo. Sin embargo, si bien se observa en los últimos años una tendencia a la reducción de la brecha de género en Perú a través de leyes laborales con enfoque de género, es evidente que aún queda mucho trabajo por hacer para lograr una verdadera igualdad de oportunidades y condiciones en el ámbito laboral, pues la legislación aún no es suficiente para cerrar las brechas existentes en materia de igualdad de género.

## La mujer peruana: empleo e ingresos

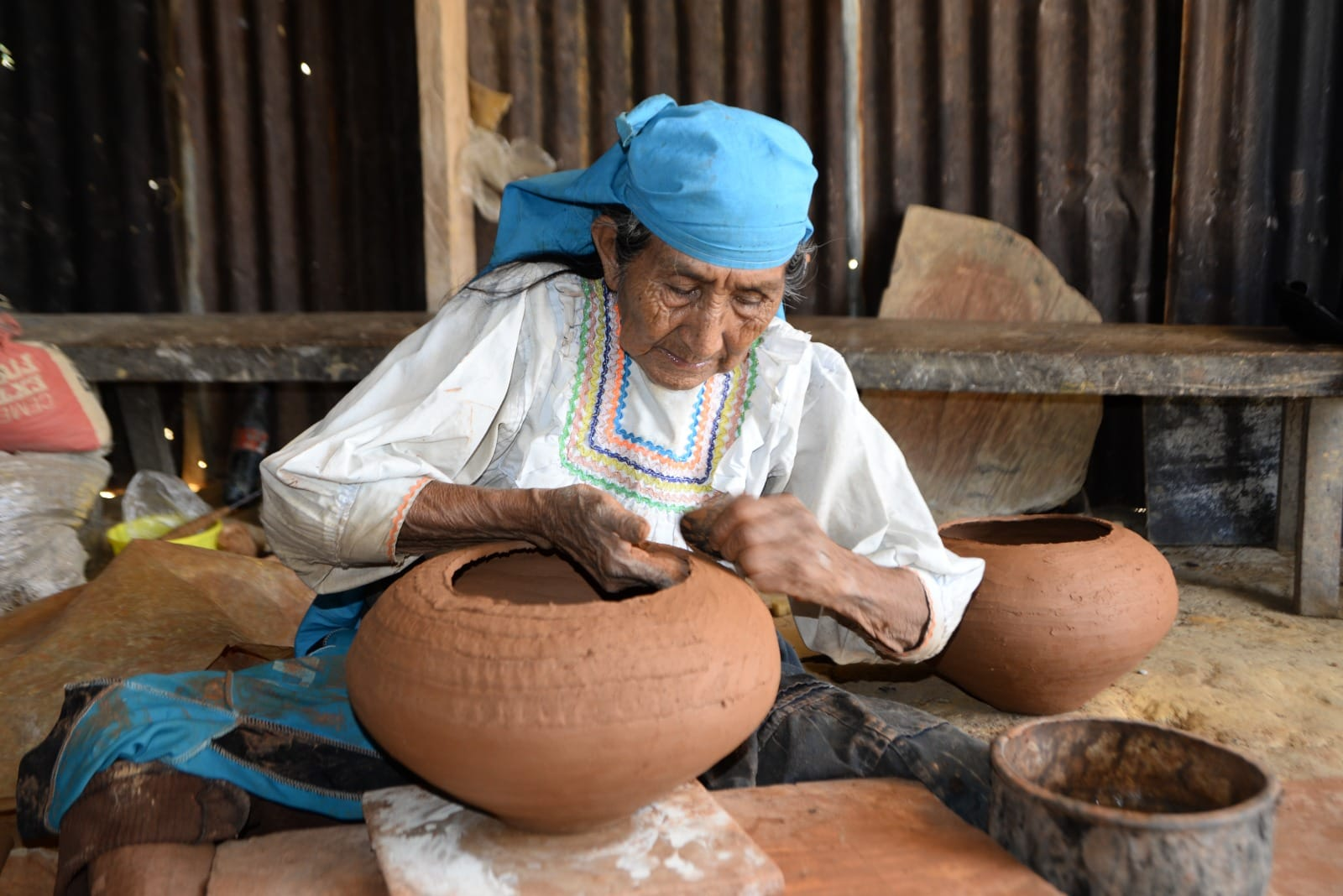
Mujer peruana elaborando una olla de barro.

En el año 2023, según el Instituto Nacional de Estadística e Informática (INEI), la población del Perú alcanzó los 33 millones 726 mil habitantes, conformada por 16 millones 999 mil (50,4 %) mujeres.
La población en edad de trabajar se clasifica en dos grupos principales: la población económicamente activa (PEA), que incluye a aquellos que están ocupados o buscando empleo, y la población económicamente no activa, que comprende a quienes no están buscando trabajo remunerado ni reciben ingresos por su actividad. Las mujeres tienden a distribuirse equitativamente entre ambos grupos, pero realizan la mayoría de las labores domésticas. Aunque la participación de las mujeres en el mercado laboral ha aumentado, las tasas de desempleo femenino superan a las masculinas, lo que limita su inserción laboral. Además, las mujeres suelen ocupar empleos con jornadas laborales más cortas y menores ingresos en comparación con los hombres. La brecha salarial de género persiste, con las mujeres ganando aproximadamente el 72,2% del ingreso laboral masculino. La pandemia de COVID-19 ha agravado estas desigualdades, exacerbando el impacto en el mercado laboral y las actividades productivas.
En el Perú, las mujeres todavía enfrentan importantes barreras económicas, las cuales se agravan en contextos de bajo crecimiento. Al asumir mayores responsabilidades del hogar, muchas trabajan menos horas y en empleos menos remunerados, lo que se traduce en una persistente brecha salarial.

Según las últimas investigaciones publicadas en el informe anual Perú: Brechas de Género, 2023: Avances hacia la igualdad de mujeres y hombres, realizado por el Instituto Nacional de Estadística e Informática (INEI), en el año 2022, los hombres han presentado la tasa de participación más alta que las mujeres. Así, la tasa de actividad de los hombres fue de 79,6%, y las mujeres se situó en 63,3%. La brecha entre géneros en ese año crecieron en 16,3 puntos porcentuales, en comparación al 2021.
De acuerdo con cálculos del Instituto Peruano de Economía, a partir de la Encuesta Nacional de Hogares (ENAHO) del año 2022, la brecha de ingresos laborales entre hombres y mujeres de todo el país se incrementó de 19% en 2020 a 25% en 2021. Sin embargo, al ajustar las remuneraciones por características como edad, nivel educativo y actividad económica, la brecha salarial se habría ampliado de 24% en 2020 a 35% en el 2021, el nivel más alto en una década.

## Desempleo
De acuerdo con el Instituto Nacional de Estadística e Informática (INEI), en el 2023, la tasa de desempleo en el país registró un aumento, alcanzando el 5,4%, lo que supone un ascenso de 0,7% con respecto al año anterior. No obstante, tuvo más impacto en las mujeres con un 6,4%. Además, se ha identificado una mayor incidencia en los jóvenes menores de 25 años, quienes presentan una tasa de desempleo del 10,9%.
Datos reveladores muestran que en Perú, el 41% de las mujeres interrumpe su participación en el mercado laboral después del nacimiento del primer hijo, y esta cifra se mantiene constante incluso después de una década. Además, solo el 51% de las mujeres en edad de trabajar está activamente involucrada en el mercado laboral, y persiste una brecha salarial de género del 25%.